# 110 Livingston Street
110 Livingston Street es un edificio de estilo Beaux Arts ubicado en Downtown Brooklyn, Nueva York (Estados Unidos).

## Historia
El edificio fue diseñado por el estudio de arquitectura McKim, Mead & White, y fue construido en 1926 para servir como sede de la organización Elks, que incluye servicios como una piscina, un salón de banquetes y pistas de bolos. El edificio tiene una fachada de piedra caliza y terracota, con características de estilo renacentista que incluyen balaustradas, ornamentación de ova y dardo y columnas corintias.
En 1940, el edificio se convirtió para servir como sede de la Junta de Educación de la Ciudad de Nueva York. Durante décadas de uso por parte de la Junta de Educación, el edificio se hizo conocido por la burocracia arraigada y la disfunción de sus ocupantes, y Michael Cooper de The New York Times declaró que el nombre del edificio finalmente llegó a simbolizar las fallas del sistema escolar de la ciudad de Nueva York., como "más que una ubicación o un nombre abreviado de la institución que albergaba, la Junta de Educación de la ciudad. Simbolizaba un estado de ánimo, un sistema fallido que era a la vez imperioso e impermeable".
En 2003, la ciudad de Nueva York vendió el edificio a Two Trees Management, un desarrollador principal del vecindario DUMBO, para desarrollarlo como apartamentos residenciales de lujo, como parte de los esfuerzos de desarrollo que se llevan a cabo en todo Downtown Brooklyn. Se agregaron varios pisos a la estructura y el patio se decoró con un mural trampantojo de elementos arquitectónicos del muralista Richard Haas. El espacio del vestíbulo interior, incluido un techo artesonado, ha sido restaurado por el estudio de arquitectura Beyer Blinder Belle, y un espacio de teatro histórico en la planta baja está destinado a ser utilizado por Proyecto Espacio ISSUE, una organización artística local.